# El Salmonete
Joaquín Jiménez Fernández (Jerez de la Frontera, 1962), bekend onder zijn artiestennaam El Salmonete of El Salmonete de Jerez, is een Spaans flamencozanger (cantaor).

## Biografie
El Salmonete, cantaor met een gitano(zigeuner)-afkomst, kreeg in 1989 bekendheid na het winnen van de Premio Manuel Torre (de Córdoba). Hierna won hij in 1992 achtereenvolgens zowel de prestigieuze Mercé la Serneta als de Pastora Pavón - Niña de los Peines trofeeën. Hij is sindsdien uitgegroeid tot een markante vertegenwoordiger van zijn generatie, bekend om zijn interpretaties van de seguiriyas, soleares en bulerías, en -in bescheidener mate- zijn tonas. Hij werd sterk beïnvloed door cantaores als Torre, Mojama, Terremoto en Agujetas.

## Discografie
- Antología de cantaores flamencos Vol. 25

## Salmonete op YouTube
- El Salmonete : Fandangos
- El Salmonete : Seguiriyas
- Salmonete por Seguiriyas